# 丹波山村
丹波山村（日语：／ Tabayama mura */?）是位於日本山梨縣東北端的村，隸屬於北都留郡，也是現時縣內人口數最少的行政區劃。轄區全域皆位於秩父多摩甲斐國立公園的範圍內，多摩川的源流丹波川則流經村內。當地在向外通勤與就學上較依賴小菅村與東京都的奧多摩町等地。而丹波山村也是截至2024年11月關東地方除離島外人口最少的村。

## 地理

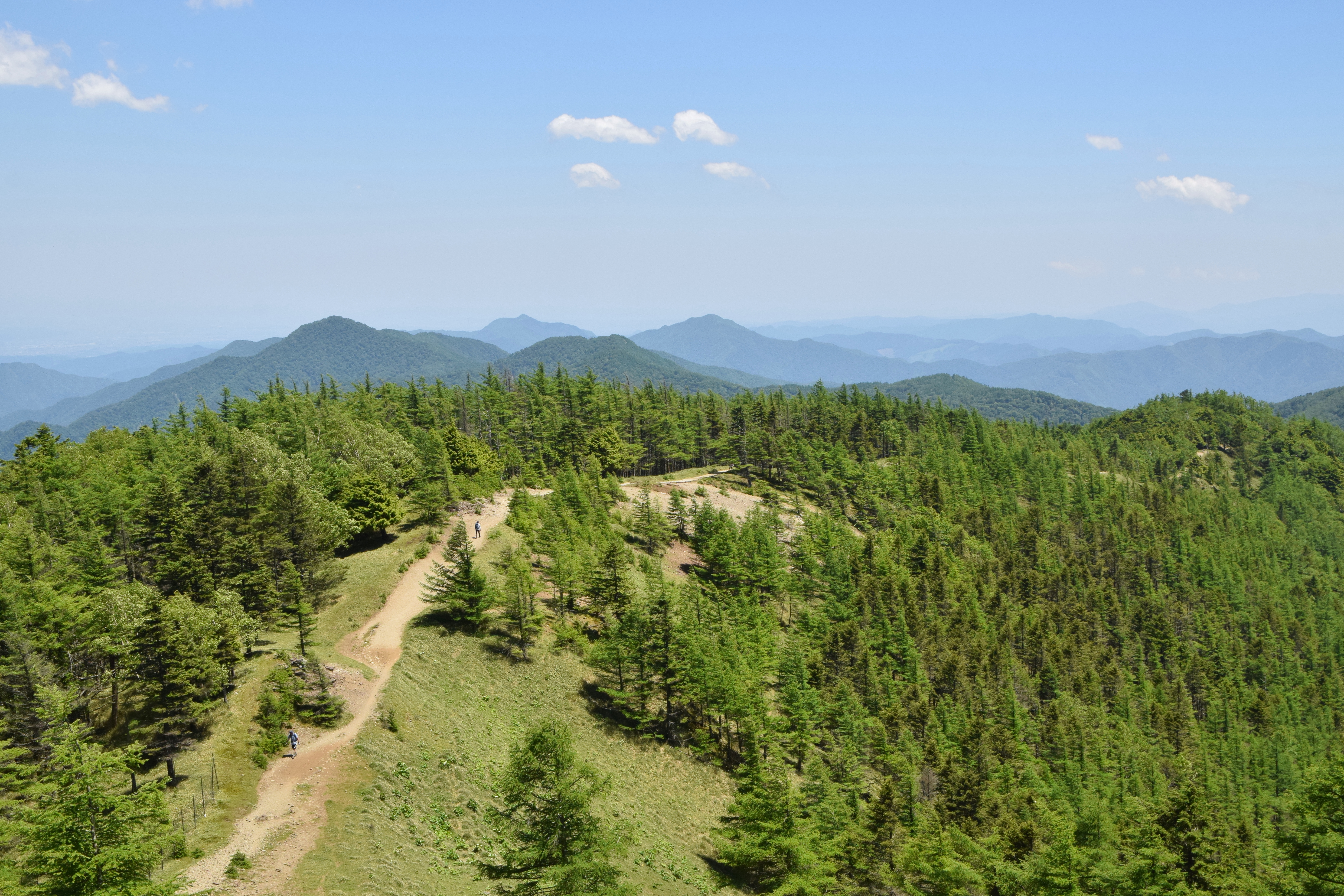
雲取山

丹波山村內約97%的面積被山林覆蓋，其中67%為東京都水道局負責管理的水源涵養林。北部坐落著雲取山和飛龍山，南部為大菩薩嶺等海拔超過2000公尺的山岳，轄區全域皆位於秩父多摩甲斐國立公園的範圍內。發源於笠取山，同時也是多摩川源流的丹波川由西往東流經村內，並注入位於奧多摩町的小河內貯水池（奧多摩湖），成為東京都民的飲用水來源之一。

### 氣候
根據2023年的統計，丹波山村的最高溫為34.6℃，最低溫為-10℃，年降雨量則為1212.5毫米。

## 歷史

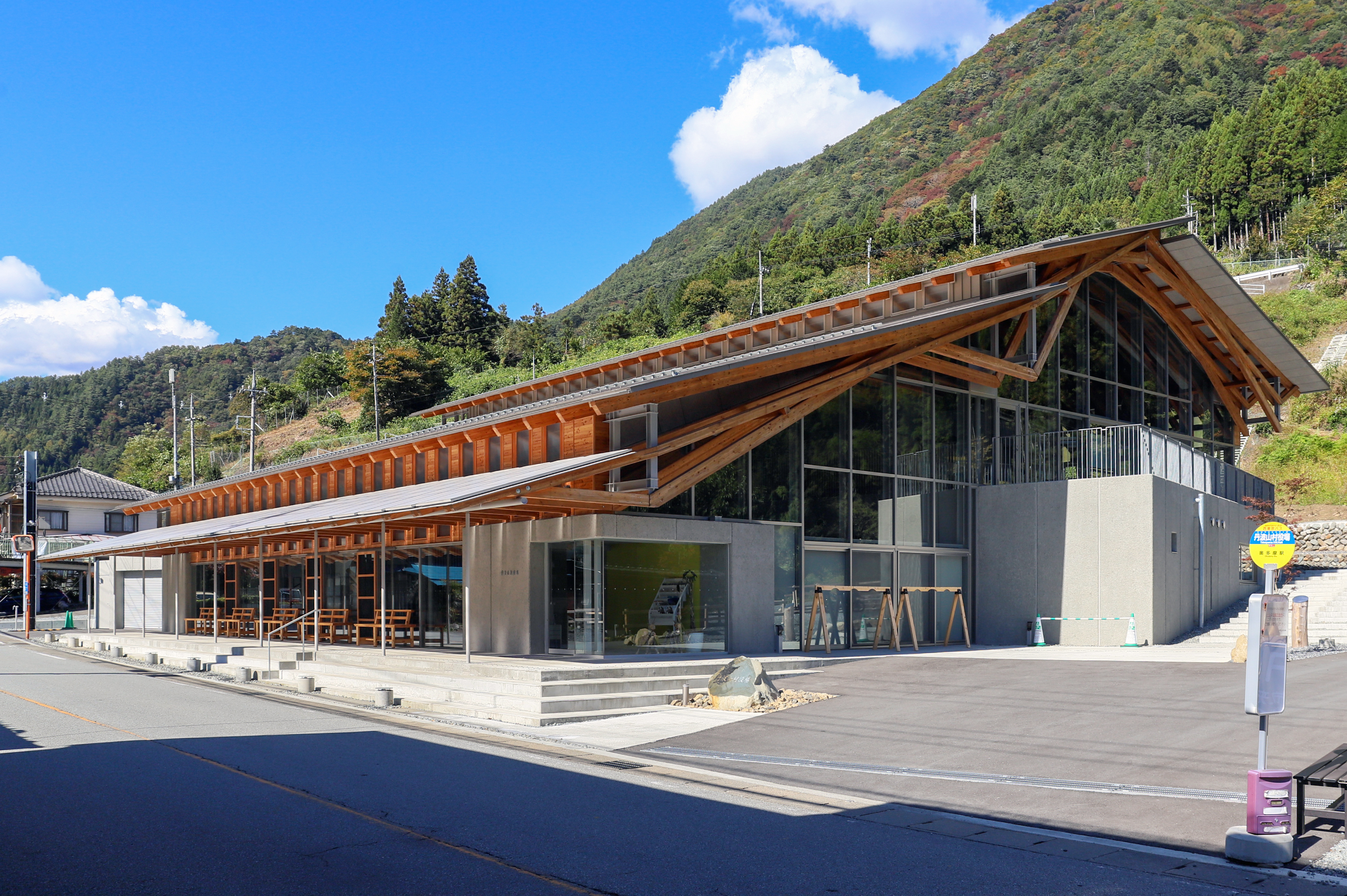
丹波山村役場

丹波山村自古時便有人類居住，位於丹波川南岸的高尾與成畑地區曾出土過繩紋時代的土器。戰國時代，武田氏為開採黑川金山而設置金山奉行，當地的大型聚落在當時也被稱為黑川千軒或丹波千軒。文祿年間（1592年至1596年），豐臣秀吉實施文祿檢地，並將當地的村落一分為二，形成現今小菅村與丹波山村的雛型。江戶時代，當地為甲州裏街道沿途的宿場町。明治22年（1889年），日本實施町村制，並在境內設置現今的丹波山村。明治35年（1902年），東京都水道局收購當地的部分山林，並將其作為水源涵養林管理至今。

## 行政
現任村長木下喜人於2023年6月在選舉中當選，其任期將持續至2027年8月。而此次選舉的投票率為92.22%，創下自2009年以來的新低。

## 人口
丹波山村的總人口數在1955年達到最高峰2302人。但因為村內原本的核心產業－林業與蠶業在日本戰後經濟奇蹟時期開始衰退，加上當地與都市地區的收入差距擴大，使人口逐漸外流至收入較高的東京等地，人口數也因此逐年下降。據統計，丹波山村的總人口數至2015年的日本國勢調查時僅剩563人。另外根據2023年的統計，當地的高齡人口占比為45.7%。而丹波山村也是截至2024年11月日本關東地方除離島外人口數最少的村。
| 丹波山村人口分布圖 |                                                 |  |
| 丹波山村與日本全國年齡別人口分布比較圖 （2005年資料） | 丹波山村的年齡、男女別人口分布圖 （2005年資料） |  |
| ■紫色是丹波山村 ■綠色是全国 | ■藍色是男性 ■紅色是女性                         |  |
| 丹波山村人口變化 \| 1970年 \| 1,581人 \| \| \| 1975年 \| 1,364人 \| \| \| 1980年 \| 1,197人 \| \| \| 1985年 \| 1,149人 \| \| \| 1990年 \| 1,037人 \| \| \| 1995年 \| 981人 \| \| \| 2000年 \| 866人 \| \| \| 2005年 \| 780人 \| \| \| 2010年 \| 685人 \| \| \| 2015年 \| 563人 \| \| \| 2020年 \| 530人 \| \| |                                                 |  |
| 資料來源：日本總務省統計中心提供之人口普查數據 |                                                 |  |
| 1970年 | 1,581人                                         |  |
| 1975年 | 1,364人                                         |  |
| 1980年 | 1,197人                                         |  |
| 1985年 | 1,149人                                         |  |
| 1990年 | 1,037人                                         |  |
| 1995年 | 981人                                           |  |
| 2000年 | 866人                                           |  |
| 2005年 | 780人                                           |  |
| 2010年 | 685人                                           |  |
| 2015年 | 563人                                           |  |
| 2020年 | 530人                                           |  |

## 經濟
根據日本2020年的國勢調查統計，丹波山村的就業人口中約8.1%從事第一級產業，16.6%的就業人口從事第二級產業，74.9%則從事第三級產業。當地的就業人口以從事服務業和住宿業等第三級產業為主。而丹波山村的農業經營模式以自給自足為主，但隨著村內的就業人口逐漸高齡化，預估未來閒置的農地數量將會增加。而當地也有養殖山女魚和虹鱒，並提供給村內的釣場、民宿與旅館。

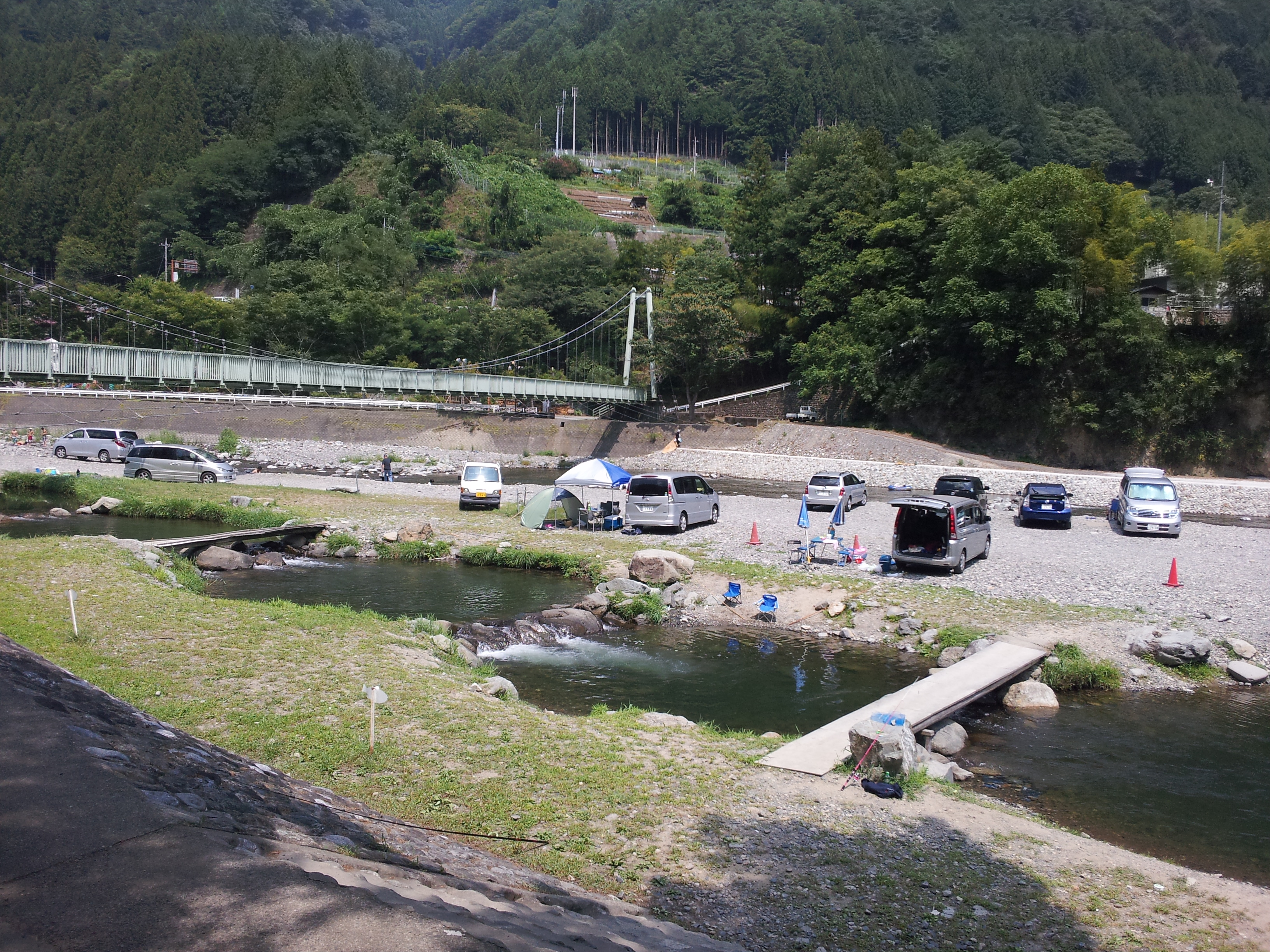
位於村內的釣場

由於丹波山村擁有豐富的自然資源和溫泉等觀光設施，因此吸引遊客前來。根據統計，2014年至2018年，當地每年約有16.7萬至21.8萬名遊客到訪。2020年受到嚴重特殊傳染性肺炎疫情的影響下降至約10.5萬人，至2022年則回升至15.8萬人。而丹山波村的遊客多來自東京都與埼玉縣等地。

## 教育
丹波村內共有1所小學校和1所中學校，分別為丹波小學校與丹波中學校。根據2023年5月的統計，村內共有14名小學和6名中學生。

## 交通

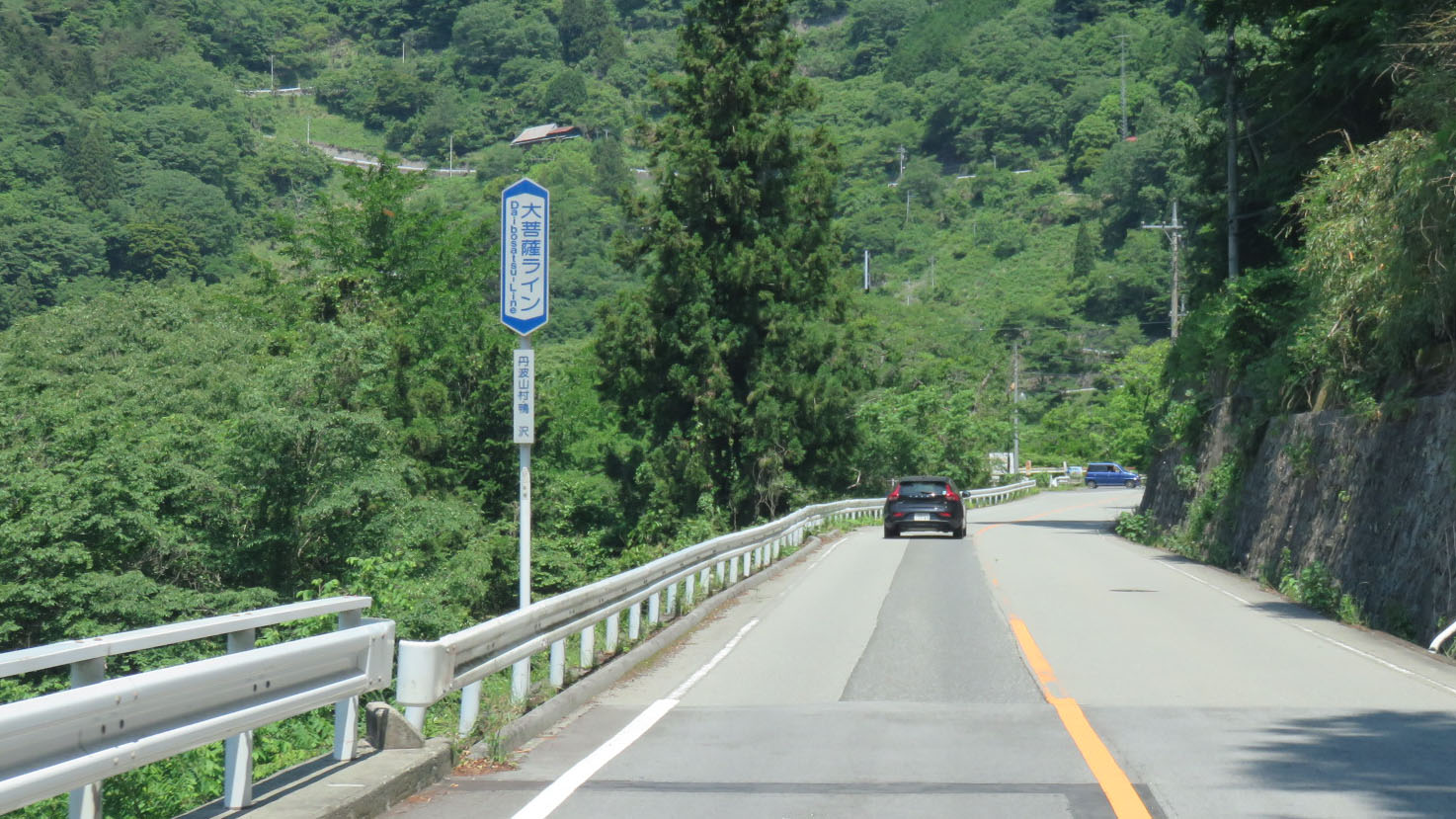
國道411號

國道411號穿越丹波山村的中央地帶，為當地的交通幹道之一。

## 統計資料
1. 1 2  山梨県統計調査課 《山梨県の推計人口と世帯数（日本人及び外国人）》 山梨県庁，2025年1月。－令和７年１月１日～1月１日 (ウェブ版XLS )